# Macroteleia ethiopica
Macroteleia ethiopica är en stekelart som beskrevs av Jean Risbec 1950. Macroteleia ethiopica ingår i släktet Macroteleia och familjen Scelionidae. Inga underarter finns listade i Catalogue of Life.